# 老蹇
老蹇是中国古代神话传说的毒龙，会制造水害。被蜀守将李冰降服，记载在《神异记》。其中蹇氏指望娘滩神话中的聂姓子,在聂姓子变龙时,一足为母所持未变,故足跛称蹇。而聂姓子姓聂,是孽龙（汉族）望娘滩”

## 原文
宋·苏轼《神女庙》诗: “蜀守降老蹇,至今带连环。”
宋·胡仔注: “秦时蜀守李冰降毒龙蹇氏,锁之于江上,水害遂息。”按老蹇,蹇氏,当指望娘滩神话中之聂姓子,聂姓子变龙时,一足为母所持未变,故足称蹇。至聂姓子聂,乃孽龙孽之谐音。